# 武蔵野美術大学の人物一覧
武蔵野美術大学の人物一覧（むさしのびじゅつだいがくのじんぶついちらん）は、武蔵野美術大学に関係する人物の一覧記事。

## 著名教員

### 現職
- 内田あぐり - 日本画学科教授
- 土屋礼一 - 日本画学科客員教授
- 遠藤彰子 - 油絵学科教授
- 袴田京太朗 - 油絵学科教授
- 丸山直文 - 油絵学科教授
- 柳澤紀子 - 油絵学科版画専攻教授
- 戸谷成雄 - 彫刻学科教授
- 岡崎乾二郎 - 彫刻学科客員教授
- 片山正通 - 　空間演出デザイン学科教授　インテリアデザイナー
- 高橋晶子 - 建築学科教授　建築デザイン
- 布施茂 - 建築学科教授　建築設計
- 菊地宏 - 建築学科准教授
- 土屋公雄 - 建築学科客員教授　環境造形、空間インスタレーション
- 原研哉 -　基礎デザイン学科教授　グラフィックデザイン
- 板東孝明 - 基礎デザイン学科教授　グラフィックデザイン
- 菱川勢一 - 基礎デザイン学科教授　映像デザイン、インタラクションデザイン
- 佐藤卓 - 　デザイン情報学科客員教授、グラフィックデザイン
- 小林のりお - 映像学科教授
- クリストフ・シャルル - 映像学科教授 音楽家　ビデオアーティスト
- 戸田裕介 - 共通彫塑研究室教授　彫刻家
- 高橋理子 - 工芸工業デザイン学科教授 ファッションデザイナー
- 白石美雪 - 教授　音楽評論
- 関野吉晴 - 教授　文化人類学、探検家
- 玉蟲敏子 - 教授
- 春原史寛 - 芸術文化学科教授
- 中原俊三郎 - 造形学部工芸工業デザイン学科教授

### 退職
- 鈴木久雄 - 共通彫塑研究室（名誉教授）
- 勝井三雄 - 視覚伝達デザイン学科（名誉教授） グラフィックデザイナー
- 加藤昭男 - 彫刻学科（名誉教授）
- 芦原義信 - 建築学科（名誉教授）　建築家
- 竹山実 - 建築学科（名誉教授）　建築家
- 佐々木達三 - （名誉教授）[1]
- 宮本常一  - （名誉教授）　民俗学者
- 三嶋典東 - 視覚伝達デザイン学科教授
- 粟津潔 - 元商業デザイン学科教授　グラフィックデザイナー
- 新正卓 - 映像表現
- 赤瀬川原平 - 日本画学科客員教授
- 吉田直哉 - 元映像学科教授　演出家、テレビディレクター
- 村井正誠  -  油絵学科教授
- 山口長男  -  実技専修科教授
- 坂本一成  -  元建築学科助教授　　建築家
- 岡部あおみ  - 元芸術文化学科教授　キュレーター　批評家
- 高島直之  - 元芸術文化学科教授　キュレーター　批評家
- 面出薫 - 　元空間演出デザイン学科教授　照明デザイナー
- 柏木博 - 　教授　近代デザイン史、デザイン評論家

- 帝国美術学創設時メンバー
  - 北昤吉  -  初代校長
  - 名取堯  -  主事
  - 金原省吾  -  元東洋美術史教授
  - 平福百穂  -  元日本画科長
  - 奥村土牛 - 日本画学科教授日本画家
  - 原弘 - 元産業デザイン学科教授　グラフィックデザイナー
  - 清水多嘉示  -  元西洋画科助教授
  - 中川紀元  -  元西洋画科教授
  - 高畠達四郎  -  元西洋画科教授

## 出身者

### デザイナー

#### グラフィックデザイナー
- いしかわこうじ - 絵本作家・イラストレーター・ブックデザイナー
- 小島良平
- 森本千絵 - ディスプレイデザイン
- 玉野哲也
- 宮坂淳
- 名久井直子 - 装丁家
- 原研哉
- 平野甲賀 - ブックデザイナー
- 廣村正彰
- 寄藤文平
- 平野甲賀 - ブックデザイナー

#### プロダクトデザイナー
- 碇穹一[2][3] - カーデザイナー
- 奥山清行 - カーデザイナー、ピニンファリーナ社デザインディレクター
- 小林幹也 - MIKIYA KOBAYASHI DESIGN代表
- 柴田文江 - インダストリアルデザイナー
- 永島譲二 - カーデザイナー・BMW
- 中村史郎 - カーデザイナー（日産自動車常務執行役員・チーフクリエイティブオフィサー）
- 西村拓紀 - 武蔵野美術大学非常勤講師
- 藤原敬介 - インテリアデザイナー
- 和田智 - カーデザイナー・アウディ
- 坂田夏水 - 空間デザイナー

#### 建築家
- 伊坂重春
- 遠藤吉生
- 倉本龍彦
- 高野修嗣
- 鄭秀和 - プロダクトデザイナー（インテンショナリーズ代表）実兄はテイ・トウワ
- 中村好文 - 家具デザイナー
- 原田将史 - ニジアーキテクツ一級建築士事務所代表
- 増田信吾 - 増田信吾＋大坪克亘代表
- 畠山鉄生 - アーキペラゴアーキテクツスタジオ代表
- 吉野太基 - アーキペラゴアーキテクツスタジオ

#### アートディレクター
- 榎本了壱
- 岡本一宣 - エディトリアルデザイナー
- 中島信也 - CMディレクター （東北新社社長）
- 藤本やすし - エディトリアルデザイナー　（キャップ代表）
- 森本千絵 - コミュニケーションディレクター・アートディレクター （goen°主宰）

#### 美術監督
- 山口類児 - NHKデザインセンター
- 鈴木賢太 - フジテレビ美術制作局

### 美術作家
- 青木野枝 - 彫刻家
- 赤瀬川原平 - 前衛美術家（現武蔵野美術大学客員教授）
- 秋山祐徳太子 - 現代美術家
- 浅原清隆 - 洋画家
- 荒川修作 - 現代美術
- 石田徹也 - 画家
- 池谷孝子 - 洋画家
- 井上武吉 - 彫刻家
- 上村次敏 - 画家
- 内田あぐり - 日本画家
- 遠藤彰子 - 洋画家
- 大久保佳代子 - 洋画家
- 大竹伸朗 - 現代美術
- 大塚耕二 - 洋画家
- 岡本礼子 - 画家
- 小山田二郎 - (中退)洋画家
- 加藤翼 - 現代アーティスト
- 椛田ちひろ - 現代美術
- 佐々木賢光 - 画家
- 岡田輝 - 陶芸家
- 合田佐和子 - 洋画家
- 工藤和男 - 画家
- 久下塚青蘭 - 洋画家
- 小暮紀一 - ガラス工芸作家
- 酒井香奈 - 画家
- 坂本善三 - 洋画家
- 杉田陽平 - 画家、現代美術家
- 園基信 - 華道家
- 立川広己 - 洋画家・専業画家
- 立花江津子 - ステンドグラス作家
- 舘井啓明 - 現代美術、洋画家
- 田村能里子 - 洋画家
- 土屋礼一 - 日本画家
- 内藤礼 - 現代美術家
- 中川久嗣 - 木工作家
- 中島由夫 - 近代美術
- 奈良美智 - (中退)現代美術家（武蔵野美術大学客員教授）
- 西田俊英 - 日本画家
- 早川義孝 - 洋画家
- 原田泰治 - 画家・グラフィックデザイナー
- 日高浩耀 - 洋画家
- 古川潤 - 彫刻家
- 松井守男 - 画家
- Marino Funahashi - 現代美術家
- 丸山勝三 - 洋画家
- 宮崎敬介 - 木版画家（宮崎駿の次男）
- 村上早 - 銅版画家
- 山本貞 - 洋画家
- 脇田愛二郎 - 彫刻家
- 中山ダイスケ - 現代美術家
- 矢崎博信 - 洋画家
- 柳幸典 - 現代美術家
- 山口啓介 - 現代美術家（現武蔵野美術大学客員教授）
- 吉村益信 - 現代美術
- 井口峰幸 - 陶芸家（創土会代表・千葉県指定伝統的工芸品 大多喜焼 窯元）

### 映像作家
- 石井克人 - 映画監督・CMディレクター
- 石井達矢 - CMプランナー
- 上杉裕世 - マットペインター
- 加藤道哉 - アニメーションクリエイター
- 京田知己 - アニメーション監督
- 窪田忠雄 - アニメーション美術監督
- 黒坂圭太 - アニメーション作家
- 近衞忠大 - 映像クリエイター
- 小林七郎 - アニメーション美術監督
- 今敏 - アニメーション監督
- 佐藤信介 - 映画監督
- 城定秀夫 - 映画監督
- 種田陽平 - 美術監督
- 旦雄二 - 映画監督、脚本家、CMディレクター
- 角田裕秋 - 映画監督
- 永井聡 - 映画監督、CMディレクター
- 成富紀之 - 映画監督、映像クリエイター
- 平田敏夫　- アニメーション監督
- 見里朝希 - ストップモーション・アニメーター
- 椋尾篁 - アニメーション美術監督
- 山室直儀 - アニメーター
- 若林漢二 - アニメーション演出家

### 漫画家
- 蒼樹うめ
- 青山景
- 赤石路代
- 石田孝文 - フリーライター･構成作家
- 一條裕子
- 糸杉柾宏
- 遠藤浩輝
- 大田垣晴子
- 大西大輔
- おがきちか
- 加倉井ミサイル
- かねこしんや
- 小林深雪 - 小説家、漫画原作者
- 上村一夫
- くらもちふさこ
- 倉持知子（くらもちふさこの妹）
- 黒鉄ヒロシ
- こいずみまり
- 小泉吉宏
- 衛藤ヒロユキ
- さいとうちほ
- 西原理恵子
- 酒川郁子
- 佐藤秀峰
- 篠房六郎
- 柴田亜美
- 辛酸なめ子
- 高見まこ
- 竹内友
- 竹山祐右
- 田辺イエロウ
- CHOCO
- 辻秀輝
- 永田竹丸
- 中西やすひろ
- 永野あかね
- 中村真理子
- バロン吉元
- 冬川智子
- 塀内夏子
- 深谷かほる
- 松本次郎
- まるはま
- 三浦糀
- みうらじゅん
- 水木しげる - 復員後に特別に入校を許可されるも中退
- むさしのあつし
- 山本鈴美香（現在は執筆活動はしておらず、「神山会」という新宗教の教祖となっている）
- 山本ルンルン
- 横山泰三
- 吉田秋生
- ライフスタイル角田

### イラストレーター
- 相沢美良
- 井沢洋二
- いしかわこうじ
- 井上洋介
- OKN
- 大田垣晴子
- 河田久雄
- 近衛乙嗣
- 笹倉鉄平
- 末弥純
- 田中英樹
- 田名網敬一
- 長岡秀星
- 藤田新策
- 村松誠
- みうらじゅん
- 山藤章二 - 似顔絵作家
- リリー・フランキー
- 横山宏
- 三嶋典東

### 作家・文筆家
- 赤瀬川原平 - 芥川賞作家
- 阿久津朋子 - 脚本家
- 伊藤計劃- SF作家
- 内舘牧子 - 脚本家、小説家
- 梅本弘（市村弘）-　作家、編集者
- 大木あまり - 俳人
- 斎藤綾子 - 小説家
- 地主恵亮 - フリーライター
- 島田荘司 - 推理小説
- 戸井十月 - 小説家、映像作家
- 花山周子 - 歌人
- 深沢美潮 - ライトノベル作家
- 水沢なお - 詩人
- 村上龍 - (中退)  芥川賞作家
- リリー・フランキー
- 沢山遼 - 美術批評
- 村松和明 - 作家、美術史家
- 竹島ルイ - フリーライター
- 山家望 - 作家

### 絵本作家
- 相澤タロウイチ
- 井川ゆり子
- いしかわこうじ
- 井上洋介
- いわさゆうこ
- 岡本颯子
- 片山健
- 亀山達矢(tupera tupera)
- 川浦良枝
- 川端誠
- 菊田まりこ
- 桑原伸之
- 佐野洋子
- タイガー立石
- 多田ヒロシ
- 出久根育
- 長谷川集平
- 和歌山静子（挿絵）

### タレント
- 榎木孝明
- KIKI
- 城戸真亜子
- くず哲也
- 古藤愛梨
- 佐藤詩織 - 元欅坂46[4]
- さとなかほがらか
- 関口アナン
- 中川大輔
- 中尾彬（中退）
- 中村靖日
- 西本たける
- 藤井祥子
- ベック
- 六平直政

### ミュージシャン
- アンリ菅野 - ジャズシンガー
- 伊藤君子 - ジャズシンガー
- 池毅 - 作曲家
- 大森靖子 - シンガーソングライター
- 片岡嗣実 - パーキッツ
- ギャランティーク和恵 - 歌手
- 空閑俊憲 - チベット音楽演奏家
- 草野マサムネ - スピッツ
- 栗原正己 - 栗コーダーカルテット
- 柴田聡子 - シンガーソングライター
- 高橋幸宏 - YMO
- テイ・トウワ - DJ、作曲家、音楽プロデューサー
- 濱田理恵 - 作曲家
- ふじのマナミ - パーキッツ
- やくしまるえつこ - 相対性理論 (バンド)
- Gak Sato - DJ、作曲家、テルミン奏者
- Little Tempo
- 富澤タク - グループ魂、Number the.

- tohji - ラッパー、Mall Boyz
- Kakka - ラジオDJ、作曲家、音楽プロデューサー

### 諸分野
- 青木和子 - 刺繍デザイナー
- 赤松珠抄子 - 空間プランナー
- 新正卓 - 映像表現
- アントーニオ本多 - プロレスラー
- イクト - お笑い芸人（イチゴ）
- 井口昭彦 - 怪獣キャラクターデザイン（メカゴジラ他）
- 池谷仙克 - 怪獣キャラクターデザイン（ツインテール他
- 稲越功一 - 写真家
- 稲葉裕美 - 株式会社 OFFICE HALO 代表取締役、「WEデザインスクール」、「WEアートスクール」主宰
- 岩佐十良 - 自遊人編集長・代表取締役
- 遠藤吉生 - 建築家
- 岡田勉 - キュレーター（「スパイラル」チーフキュレーター）
- 柏木博 - デザイン評論家
- 辛島宜夫 - 占星術師
- 川内彩友美 - プロデューサー、実業家、『まんが日本昔ばなし』の製作者
- 木村佳子 - 経済・株式評論家
- ギャランティーク和恵 - 女装家、ドラァグクイーン
- ケンタロウ - 料理研究家
- 小島孝夫 - 民俗学者
- 今千春 - 陶芸家
- 近藤雅樹 - 国立民族学博物館教授
- 佐々木明 - 造形家（ウルトラマン）
- 佐藤健寿 - 写真家
- 清水貴栄 - コラージュ作家、映像作家
- 清水侑子 - キャラクターデザイン（初代ハローキティ）
- ソエジマヤスフミ - アニメーションアートディレクター
- 竹倉史人 - 人類学者
- 月岡彩 - クリエーター
- DJぷりぷり -　カラーコーディネーター
- 轟木一騎 - CMディレクター
- 永井由佳里 - 情報学者、北陸先端科学技術大学院大学副学長
- 中野正貴 - 写真家
- 長島有里枝 - 写真家
- 夏目公一朗 - 実業家、アニメプロデューサー（中退）[5]
- 成田亨 - キャラクターデザイン（ウルトラマン、ウルトラセブン）
- 林家たい平 - 落語家
- 原久路 - 写真家
- 平野太呂 - 写真家
- 前田直人 - 朝日新聞政治記者
- 桝田省治 - ゲームデザイナー
- 増山さやか - ニッポン放送アナウンサー
- 松谷創一郎 - ジャーナリスト
- 安丸信行 - 元東宝の造型スタッフ（ゴロザウルス他）
- 6代目柳家つば女 - 落語家
- 山田満郎 - 美術セットデザイナー（『8時だョ!全員集合』など）
- 山根舞 - 女優・声優
- 横井紅炎 - 草月流華道家
- 富松留幹 - 彫刻家